# バッター液
バッター液は、小麦粉、鶏卵、牛乳などを配合し、水で溶いた、衣の生地のことである。単にバッターともいう。「バッター」は英語の「batter」に由来する。

## 使用
揚げ物の調理で小麦粉と溶き卵をつける手順を効率化するため、あらかじめ小麦粉と卵の乾燥粉末が配合された「バッター粉」が、業務用に市販されている。豚カツ、アジフライ、エビフライなどのフライや、から揚げを工業的に大量生産したり、飲食店で数を捌くため使用される。